# Federazione di softball dell'Irlanda
La Federazione irlandese di softball (eng. Softball Ireland) è un'organizzazione fondata nel 1989 per governare la pratica del softball in Irlanda.
Organizza il campionato di softball irlandese, e pone sotto la propria egida la nazionale di softball femminile.